# سبدلو
سبدلو، روستایی از توابع بخش مرکزی شهرستان بانه در استان کردستان ایران است.